# Caprice (film, 1913)
Pour les articles homonymes, voir Caprice.
Pour plus de détails, voir Fiche technique et Distribution.
Caprice est un film muet américain réalisé par J. Searle Dawley, sorti en 1913.

## Synopsis
Jack Henderson, un homme riche mais las de ce monde, part chasser dans les monts Adirondacks. Lors de cette chasse, il blesse accidentellement au bras Mercy Baxter, une fille de la montagne. Il tombe amoureux d'elle et, malgré les objections de son père, l'épouse. Mercy, qui a peu d'éducation, fait de réels efforts pour devenir une épouse raffinée, mais ces efforts sont vains. Après qu'elle l'a rendu ridicule devant un camarade d'université, Jack reconnaît auprès de son père qu'il a fait une erreur et Mercy retourne chez elle dans la montagne.

Sous l'identité de Miss Wheeler, elle s'inscrit dans un pensionnat, où elle devient la meilleure amie d'Edith, la sœur de Jack. Invitée par celle-ci à lui rendre visite dans sa famille, Mercy les impressionne tous par son charme et sa grâce. Incertain quant à son identité, Jack tombe de nouveau amoureux d'elle, et quand il réalise que « Miss Wheeler » est sa propre femme, son bonheur est complet.

## Fiche technique
- Titre original : Caprice
- Réalisation : Edwin S. Porter et J. Searle Dawley
- Scénario d'après la pièce éponyme d'Howard P. Taylor
- Photographie : H. Lyman Broening
- Production : Adolph Zukor
- Société de production : Famous Players Film Company
- Pays d'origine :  États-Unis
- Langue originale : anglais
- Format : Noir et blanc — 35 mm — 1,37:1- Film muet
- Genre : Comédie dramatique
- Date de sortie :
  - États-Unis : 10 novembre 1913
- Licence : domaine public

## Distribution
- Mary Pickford : Mercy Baxter
- Owen Moore : Jack Henderson
- Ernest Truex : Wally Henderson
- Ogden Crane : Jim Baxter
- James Gordon : M. Henderson
- John Steppling
- Louise Huff